# Пам'ятник Володимиру Вернадському (Кременчук)
Пам'ятник Володимиру Вернадському — монумент у місті Кременчук (Полтавська область, Україна), присвячений українському та радянському вченому, першому президенту Української академії наук Володимиру Івановичу Вернадському. Відкриття пам’ятника відбулося до Дня міста наприкінці вересня 2005 року. Авторами виступили  полтавський скульптор Микола Миколайович Цись і кременчугській архітектор В. А. Мацан.

## Історія
Вернадський поблизу Кременчука розпочинав свою наукову діяльність. У складі експедиції іншого вченого — Василя Докучаєва — замолоду досліджував ґрунти Кременчуцького і Полтавського повітів. При цьому наносив на карту дані не тільки про зразки ґрунтів, а й про древні кургани. Пізніше цю карту разом із кількома кам'яними бабами Володимир Вернадський передав до полтавського музею.
Ескіз пам’ятника створили студенти Полтавського технічного університету ім. Юрія Кондратюка. Погруддя було виконано із полімерних матеріалів та встановлено на гранітному п’єдесталі висотою приблизно три метри. Спочатку його бюст планувалось встановити вздовж алеї Ювілейного парку в районі п'ятого корпусу КрНУ ім. Остроградського з боку ринку, потім — біля центрального входу в університет. Однак остаточним стало рішення встановити у сквері імені Олега Бабаєва навпроти госпіталю ветеранів війни, обличчям до вул. Соборної (між пам'ятником жертвам голодомору та воїну-визволителю).
Відкриття пам’ятника відбулося до Дня міста наприкінці вересня 2005 року. Авторами виступили  полтавський скульптор Микола Миколайович Цись і кременчугській архітектор В. А. Мацан. Раніше на будівлі колишнього готелю «Вікторія» було встановлено меморіальну дошку, присвячену Володимиру Івановичу Вернадському і Василю Васильовичу Докучаєву, які зупинялися у ній 1890 року під час експедиції.
Пам’ятник-погруддя академіку  В. І. Вернадському з 2010 року має статус пам’ятки монументального мистецтва місцевого значення.

## Галерея

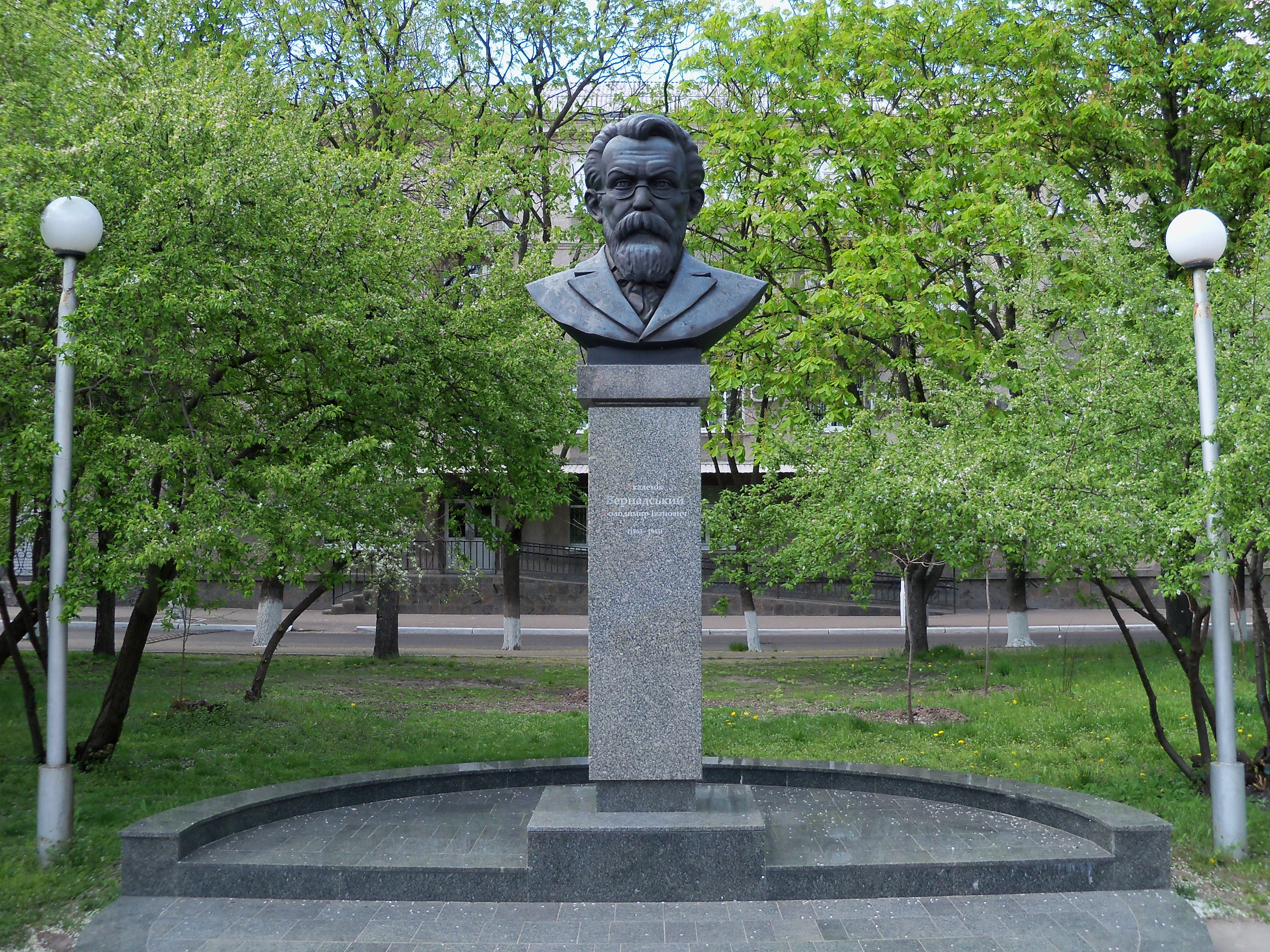
Пам'ятник разом з п'єдисталом
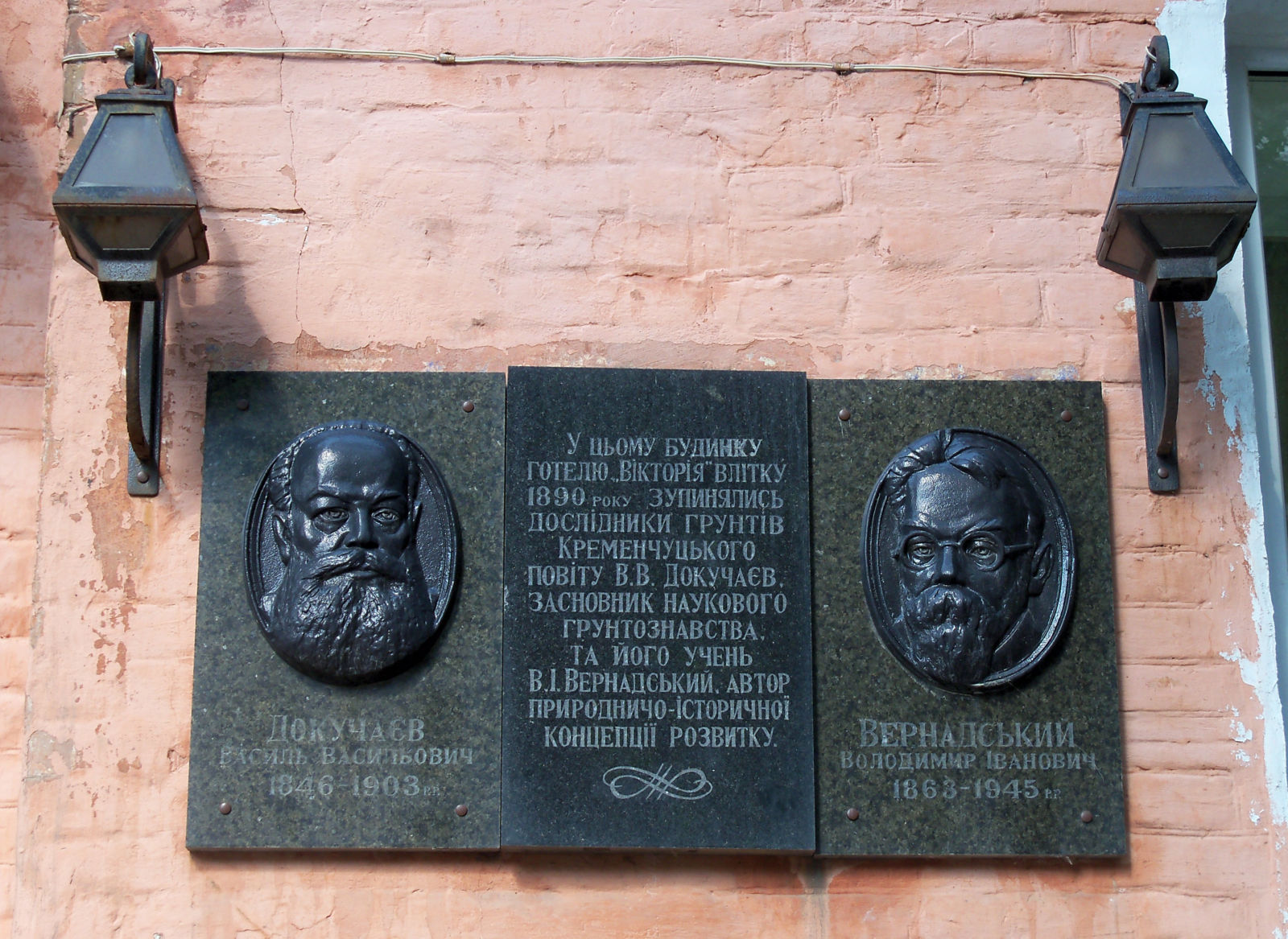
Меморіальна дошка В. В. Докучаєву та В. І. Вернадському на будівлі колишнього готелю Вікторія